# Raphael Veiga
Raphael Cavalcante Veiga (São Paulo, 19 de juny de 1995), més conegut com a Raphael Veiga és un futbolista brasiler que juga de davanter al Palmeiras i per la Selecció brasilera.

## Carrera esportiva
Raphael va fer el seu debut professional el 2016 pel Coritiba, en la victòria per 3-0 contra l'Avaí per la Primeira Lliga.
El 2017 va ser fitxat pel Palmeiras, on va debutar en un amistós contra el Chapecoense, amb dret a un gol marcat. En aquesta temporada com a reserva, Veiga va jugar 22 partits i va marcar dos gols.
Veiga va rebre la seva primera convocatòria per la selecció del Brasil al març del 2023 en a un partit amistós fora de casa contra el Marroc. Veiga va ser submergit al minut 65 en la derrota per 2-1.

## Palmarès
Athletico Paranaense
- 1 Campionat paranaense: 2018
- 1 Copa Sudamericana: 2018

Palmeiras
- 3 Campionats Paulistes: 2020, 2022 i 2023
- 2 Copes Libertadores: 2020 i 2021
- 1 Copa del Brasil: 2020
- 1 Recopa Sudamericana: 2022
- 1 Campionat brasiler: 2022
- 1 Supercopa brasilera: 2023